# Armand de Fluvià i Escorsa
|  | «Armand de Fluvià» redirigeix aquí. Si cerqueu el músic i compositor català, vegeu «Armand de Fluvià i Vendrell». |

Armand de Fluvià i Escorsa   (Barcelona, 17 d'octubre de 1931 - Barcelona, 6 de setembre de 2024), que utilitzà el pseudònim Roger de Gaimon en la clandestinitat, fou un genealogista i heraldista català, especialista en genealogies catalanes i en les dinasties dels comtes dels Països Catalans. També va ser pioner del moviment d'emancipació gai des de la darrera etapa de la dictadura franquista com a primer secretari general del Front d'Alliberament Gai de Catalunya i president de l'Institut Lambda, a més de cofundador del partit polític Nacionalistes d'Esquerra.

## Biografia
Talment la seva una germana quatre anys més jove, fou fill d'Armand de Fluvià i Vendrell, pianista i deixeble d'Enric Granados, i de Maria Escorsa i Benages, «una senyora de la societat burgesa», net d'un dels fundadors d'HAMSA (Hierros y Aceros Moldeados Sociedad Anónima) i besnet de Dionís Escorsa i Cruells. El 1959 es llicencià en dret a la Universitat de Barcelona i el 1960 ingressà al Col·legi d'Advocats de Barcelona, però després de fer un curs de Paleografia i Diplomàtica a la Facultat de Filosofia i Lletres de la Universitat de Barcelona, es dedicà a la genealogia i l'heràldica. Fou membre destacat de l'Institut Internacional de Genealogia i Heràldica i de l'Instituto Salazar y Castro del CSIC.
El 1984 obtingué el primer premi d'Arenberg de genealogia (1984) i des del 1985 fou membre de l'Académie internationale d'Héraldique. Fou fundador i president (1983-2007) de la Societat Catalana de Genealogia, Heràldica, Sigil·lografia, Vexil·lologia i Nobiliària. També fou membre de l'Institut d'Estudis Gironins (1967) i soci numerari de l'Institut d'Estudis Empordanesos (1967-93), assessor de l'Arxiu Històric de la Ciutat de Barcelona (1983) i de l'Arxiu Nacional de Catalunya (1983). El 24 d'octubre del 2007 fundà la Institució Catalana de Genealogia i Heràldica (ICGenHer) de la qual fou president.
El 1953 formà part del grup monàrquic Joventut Espanyola d'Acció (JEA), el 1957 fou empresonat pel seu activisme polític, participà a la Caputxinada de 1966 i fins al 1969 formà part del secretariat polític de Joan de Borbó, comte de Barcelona, però finalment es decantà per l'independentisme català i la defensa dels drets dels homosexuals. El 1976 ingressà a Convergència Socialista de Catalunya, que abandonà el 1979 per ser un dels fundadors de Nacionalistes d'Esquerra i, el 1985, de la seva escissió Moviment d'Esquerra Nacionalista. Del 1981 al 1993 fou membre i activista de la Crida a la Solidaritat en Defensa de la Llengua, la Cultura i la Nació Catalanes, des del seu naixement fins a la seva dissolució.
Arran de revolta de Stonewall, el 1970, encara en la clandestinitat, cofundà amb un grup d'amics el Moviment Espanyol d'Alliberament Homosexual (MELH), del qual formaven part unes setanta persones que es reunien clandestinament a Barcelona i editaven butlletins sota el nom d'Aghois (Agrupació Homosexual per a la Igualtat Sexual) del qual se'n van publicar divuit números i que André Baudry d'Arcadie reenviava als 209 subscriptors. 
El 1974 impartí un curs d'antropologia sexual a la Universitat Catalana d'Estiu, el 1978 va fer història en ser la primera persona a sortir de l'armari públicament, ho va fer al programa Vostè pregunta de Televisió Espanyola, abans havia estat cofundador i primer secretari general del Front d'Alliberament Gai de Catalunya després de la mort de Franco, organització que va organitzar la primera manifestació de l'orgull gai de 1977 a Barcelona, i president de l'Institut Lambda (1976). Va estar a les primeres lluites de la Transició democràtica per a fer possible la derogació de la Llei sobre perillositat i rehabilitació social, i va ser pioner a bregar juntament amb altres activistes, en la consecució de diferents lleis, com la del matrimoni igualitari a nivell estatal o la d'igualtat i no discriminació per raó d'orientació sexual a Catalunya de 2020.
| « | Hem aconseguit que ara no tinguem cap discriminació de caràcter legal –hi ha molts països que permeten el matrimoni, però no accepten l'adopció–, però la cosa més difícil és canviar la mentalitat de la gent. Cal lluitar contra l'heterosexisme, el masclisme i l'homofòbia. | » |

El dia 25 de març de 1991, el president Jordi Pujol creà el càrrec d'Assessor d'Heràldica i Genealogia, dependent del Departament de Presidència i, a proposta d'Albert Manent, va nomenar per exercir-lo Armand de Fluvià. A la pràctica, això significà nomenar-lo Rei d'Armes de Catalunya, és a dir, un expert heraldista responsable del registre dels blasons, principalment cívics però també gentilicis, i la formació dels nous que s'anessin concedint, vigilant que respectessin les lleis heràldiques. Una de les seves funcions amb més impacte a la societat fou informar els projectes de nous escuts i banderes locals que els ajuntaments presentaven a la Generalitat. El 1996 cedí tot el seu fons bibliogràfic i documental a la Generalitat de Catalunya, alhora que s'oposà al canvi de símbols heràldics aprovats per l'Ajuntament de Barcelona que va obligar a restablir l'escut original de la ciutat amb els quatre pals a cada quarter gràcies a una campanya (1996-2004) que va desembocar en un recurs contenciós administratiu.

## Fons personal
El seu fons personal es conserva a l'Arxiu Nacional de Catalunya. Armand de Fluvià ingressà el fons, a títol de donació amb reserva d'usdefruit vitalici, els dies 7 de març de 1983, 26 d'octubre de 1991, 22 d'abril i 13 d'octubre de 1992, 17 de febrer i 7 d'abril de 1993, 15 de novembre de 1995, 16 de maig i 5 de setembre de 1996, 27 de gener, 19 de març i 22 de setembre de 1997, 21 de gener i 16 d'abril de 1998, 25 de gener de 2001, 14 de febrer de 2002, 21 de febrer i 15 de desembre de 2003, 3 de desembre de 2004, 25 d'octubre de 2005, 22 de gener de 2009 i 18 de novembre de 2010. El Departament de Cultura de la Generalitat acceptà la donació en data 9 de gener de 1996.
El fons conté la documentació generada i rebuda per Armand de Fluvià: documentació personal i familiar (targetes, agendes i notes), professional relacionada amb les activitats de genealogista i heraldista (expedients d'oficialització d'escuts dels ens locals de Catalunya, expedients de successió dels títols nobiliaris, i material de treball del productor del fons, com ara fitxes, arbres genealògics, fotografies de cases reials mundials i de famílies de la noblesa catalana), i documentació produïda en funció de les seves activitats associatives. El fons inclou l'arxiu patrimonial del marquès de la Cuesta. Del conjunt del fons destaca especialment la relativa a la Secretaria Política del Rei a Catalunya (circulars, correspondència i factures), la relacionada amb entitats promotores de la «causa monàrquica» (cartes, circulars, reculls de premsa sobre famílies reials i sobre els comtes de Barcelona) amb Amigos de los Castillos (estatuts, correspondència, informes, convocatòries i actes), i sobre el carlisme (programes, comunicats i correspondència). Fruit de les activitats associatives i de la seva participació en moviments socials i polítics inclou documentació procedent d'iniciatives en pro de la defensa dels drets dels gais. El fons inclou també monografies i publicacions periòdiques relacionades amb genealogia, heràldica, monarquia, noblesa i història. Només d'imatges, el fons en conté 2.783 (fotografies positivades, negatius, diapositives i fulls de contactes).

## Obra publicada
- Pacte de joia (1974)
- Homosexuales masculinos: sus problemes y adaptación (1977)
- Aspectos jurídico-legales de la homosexualidad (1979)
- Diccionari general d'heràldica (1982)
- Els primitius comtats i vescomtats de Catalunya (1989)
- Els quatre pals. L'escut dels comtes de Barcelona (1994).
- A la recerca dels avantpassats. Manual de genealogia (1995)
- Repertori de grandeses, títols i corporacions nobiliàries de Catalunya (1998)
- El moviment gai a la clandestinitat del franquisme (1970-75) (2003)
- Repertori de grandeses, títols i corporacions nobiliàries de Catalunya, II (2004)
- L'apropiació dels símbols nacionals de Catalunya per part d'historiadors aragonesos (2009)
- Catalunya, un país sense escut (2010)
- Historia de una falsificación nobiliaria. La baronía de Gavín en Aragón (2010)
- Manual d'heràldica i tècnica del blasó (2011)
- Qui eren els meus avantpassats? Nou manual de genealogia (2012)
- Manual de nobiliària catalana (2012)
- Nobiliari general català (2014-2021)

## Premis i reconeixements
- Creu de Sant Jordi (2000)
- Medalla d'Honor de Barcelona (2008)[17]
- Medalla d'Or a la Promoció dels Valors d'Igualtat, Ministeri d'Igualtat (2020)[18]

## Filmografia
- MELH. Armand i la història d'un moviment (Jordi Samsó, Mario Allegranzi, Carme Porta, Ramón Martínez, 2021)[19]